# Тенбі Дейвіс
Фредерік Чарльз «Тенбі» Дейвіс (англ. Frederick Charles "Tenby" Davies; 12 квітня 1884 — 23 липня 1932) — валлійський спортсмен, який став чемпіоном світу серед професіоналів у бігу на півмилі в 1909 році після перегонів проти ірландця Бошама Дея.

## Біографія
Фредерік Чарльз Дейвіс народився в Саут-Парейд у Тенбі, графство Пембрукшир, Уельс, у сім'ї Джона Гвінна Дейвіса (1854—1910), каменяра та будівельника, та Сари Філліпс (1852—1935). Фредді Дейвіс отримав визнання як один із найкращих бігунів Уельсу, і вважався одним із найкращих бігунів світу, вигравши чемпіонат світу 1909 року на дистанції 880 ярдів у Понтіпрідді.
Універсальність Фреда Дейвіса як спортсмена світового класу підкреслюється тим фактом, що окрім успіхів у бігу на півмилі, він також перемагав у змаганнях по всій Британії на дистанціях від 100 ярдів до милі. Він був постійним учасником спринтів з обмеженими можливостями на 130 ярдів у Велсі Паудерхолл, організованих спортивним клубом Понтіпрідд і проводився в парку Тафф Вейл у місті на початку XX століття. Найбільше запам'ятався тим, що в понеділок 23 серпня 1909 року в Понтіпрідді протистояв своєму великому супернику, ірландцю Бошампу Р. Дею з Блекпула, де він рішуче переміг його на дистанції півмилі, показавши вражаючу 1 хвилину. 57,6 секунди в процесі, що було одним із найшвидших часів, зафіксованих у світі за той рік.
1911 року одружився з Агнес Емілі Фергюсон (1888—1945) у парафіяльній церкві Святої Діви Марії в Тенбі, а в наступні роки пара переїхала до Кардіффа, де у них народилося троє дітей.
Помер у своєму будинку на вулиці Пресвільфа, 9 у Кантоні, Кардіфф, Гламорган, у віці 48 років.